# Trận Villinghausen
Trận Villinghausen hay Vellinghausen là một trận đánh trong chiến tranh Bảy năm, diễn ra từ ngày 15 đến 16 tháng 6 năm 1761 giữa quân đội Pháp với liên minh Phổ-Anh-Hannover dẫn đầu bởi Công tước Ferdinand xứ Braunschweig-Wolfenbüttel.